# جاي جافريل كاي
جاي جافريل كاي (بالإنجليزية: Guy Gavriel Kay)‏ (و. 1954 – م) هو محامي، وكاتب من كندا . ولد في ويبرن .

## التعليم
تعلم في جامعة تورنتو

## أعمال بارزة
من أهم أعماله:
- The Summer Tree
- Tigana.

## جوائز
حصل على جوائز منها:
- Member of the Order of Canada.

## روابط خارجية
- جاي جافريل كاي على موقع IMDb (الإنجليزية)
- جاي جافريل كاي على موقع ميوزك برينز (الإنجليزية)
- جاي جافريل كاي على موقع إن إن دي بي (الإنجليزية)
- جاي جافريل كاي على موقع قاعدة بيانات الفيلم (الإنجليزية)